# Desolation Row (My Chemical Romance)
Desolation Row è un singolo del gruppo musicale statunitense My Chemical Romance, pubblicato il 26 gennaio 2009.
Il brano, realizzato per i titoli di coda del film Watchmen, è una reinterpretazione dell'omonimo brano di Bob Dylan.
La versione in vinile del singolo contiene in aggiunta il brano Prison Fight della colonna sonora del film, composta da Tyler Bass.

## La canzone
Parlando della loro reinterpretazione, il cantante della band Gerard Way ha detto:

## Video musicale
Il video del brano, diretto dal regista di Watchmen Zack Snyder, vede scene dei My Chemical Romance esibirsi al Pale Horse (locale fittizio presente nel fumetto originale) alternarsi a scene tratte dal film.

## Tracce
Vinile 7"
1. Desolation Row – 2:59
2. Tyler Bass – Prison Fight – 1:46

Download digitale
1. Desolation Row – 2:59

## Classifiche
| Classifica (2009)          | Posizione massima |
| -------------------------- | ----------------- |
| Regno Unito                | 52                |
| Regno Unito (rock & metal) | 1                 |
| Stati Uniti (alternative)  | 20                |